# Pausmobiel
De pausmobiel is een informele term voor het speciaal ontworpen voertuig dat door de paus wordt gebruikt tijdens openbare gelegenheden. Het is de opvolger van de ceremoniële draagstoel, de sedia gestatoria. Er zijn anno 2024 twee officiële pausmobielen: eentje met een grote, glazen achterkant en een op basis van een terreinwagen. Daarnaast worden soms onofficiële pausmobielen gebruikt als de paus te gast is in een overzees land.

## Kenmerken

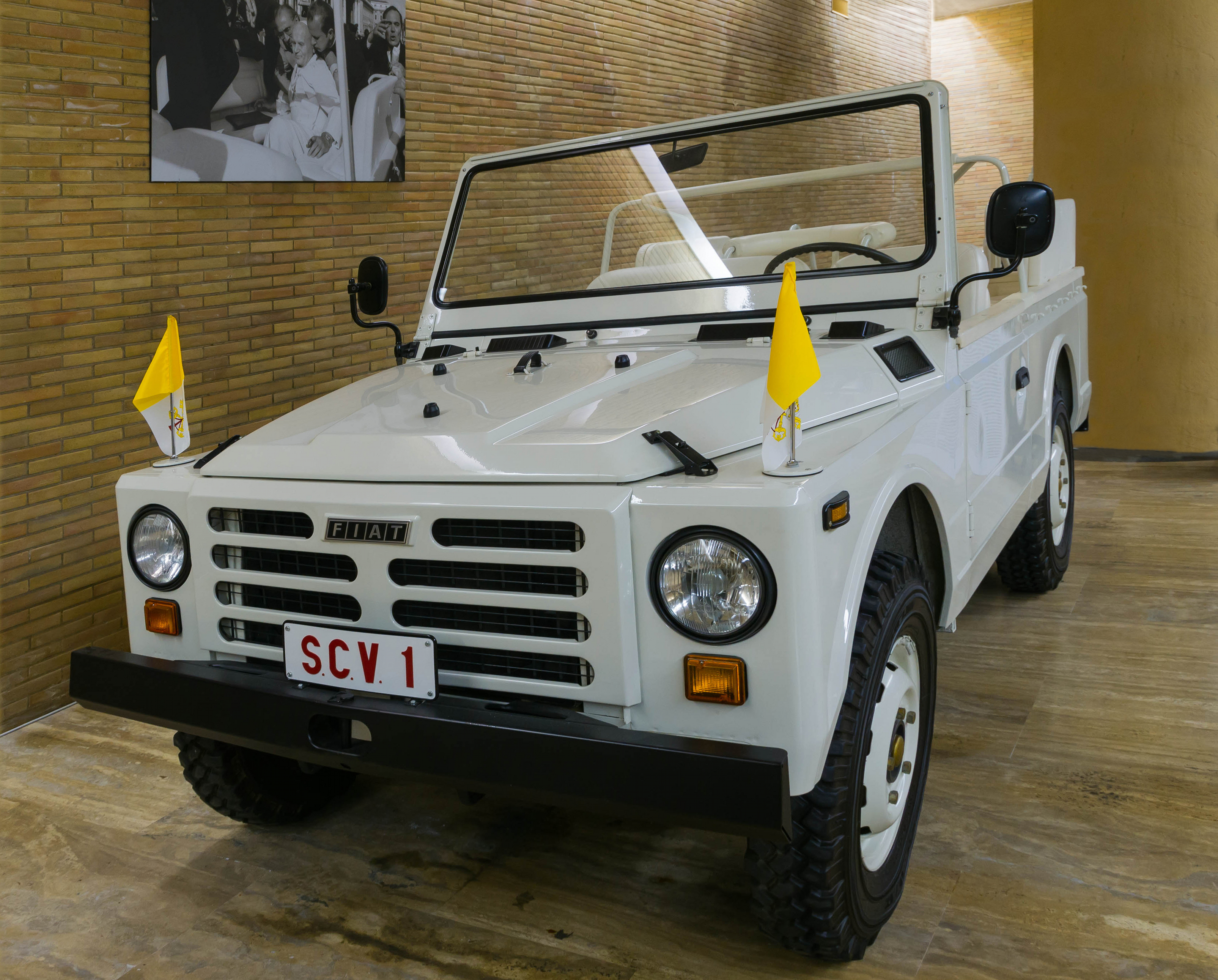
Fiat Campagnola van paus Johannes Paulus II

Anno 2024 zijn de pausmobielen een witte gewijzigde Mercedes-Benz G-Klasse en Mercedes-Benz M-Klasse met achterin een ruimte, rondom voorzien van glas, waar de paus kan plaats nemen. De Mercedes-Benz G is een open terreinwagen, die voornamelijk gebruikt wordt op het Sint-Pietersplein, en de Mercedes-Benz M reist met de paus de gehele wereld over. Aangezien de paus een mogelijk doelwit is voor een aanslag, is de pausmobiel voorzien van kogelbestendig glas. Deze verandering in het gebruik van de pausmobiel kwam na de aanslag op paus Johannes Paulus II, die in een Fiat Campagnola werd vervoerd, door Mehmet Ali Ağca in 1981.
Alle voertuigen waar de paus gebruik van maakt zijn voorzien van het Vaticaanse kenteken SCV (Stato della Città del Vaticano) 1. Ook is het pauselijke embleem aangebracht, evenals een Vaticaanse vlag. Wagens die veel gebruikt worden zijn een Lancia Thesis, Mercedes-Benz S-Klasse en op het buitenverblijf van de Paus, Castel Gandolfo, een elektrische Renault Kangoo.

## Geschiedenis

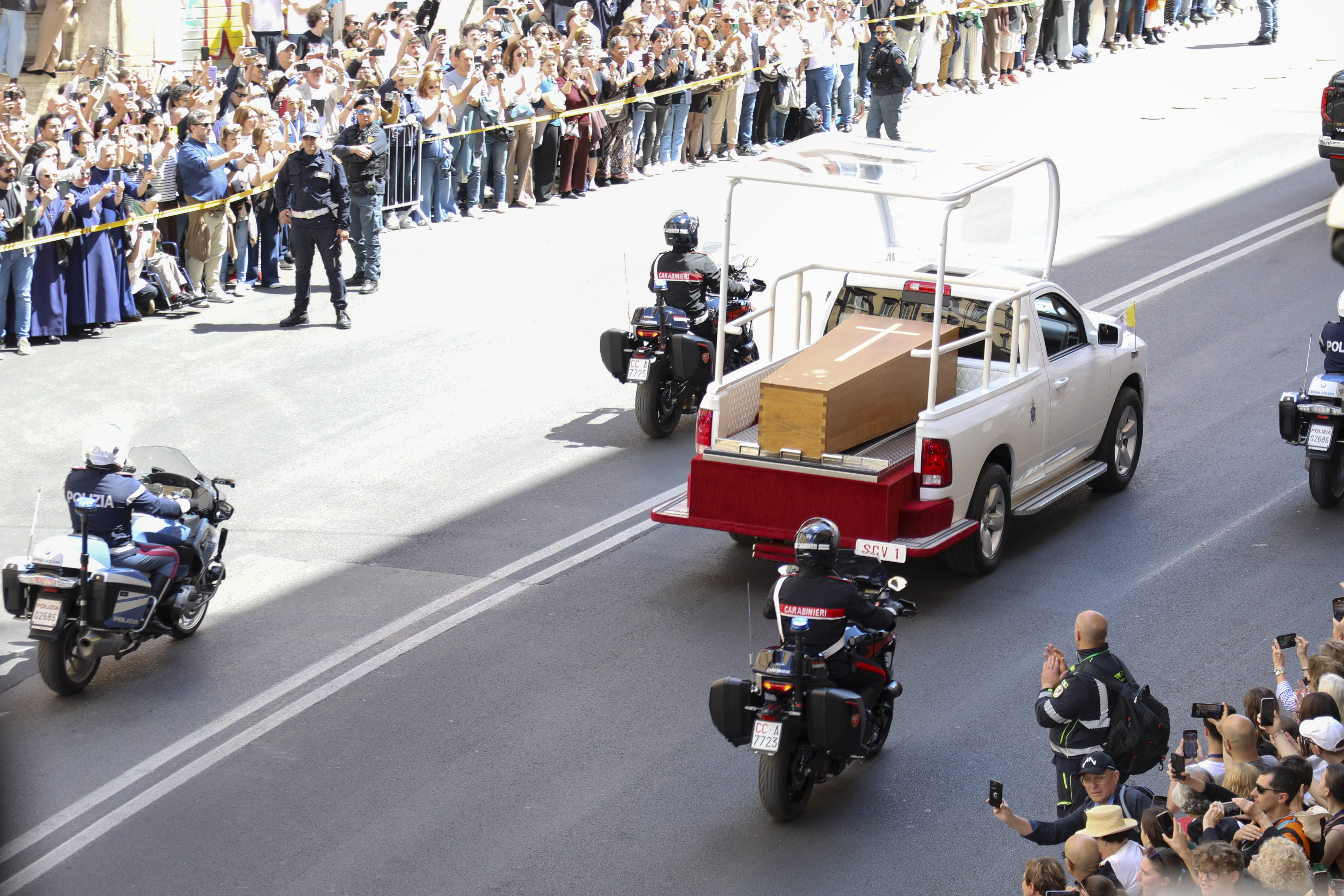
Paus Franciscus in een aangepaste pausmobiel op weg naar zijn laatste rustplaats.

De eerste pausmobiel voor Johannes Paulus II werd gemaakt in Ierland voor het bezoek van Paus Johannes Paulus II in 1979, het eerste bezoek van een paus aan dat land. Het voertuig was een omgebouwde Leyland-vrachtwagen, groter dan de exemplaren die tegenwoordig in het Vaticaan worden gebruikt. Later werden wagens als een Land Rover Defender en een Range Rover omgebouwd tot pausmobiel. De pausmobiel van paus Paulus VI was een Mercedes-Benz type 600 die speciaal voor hem werd ontworpen.
Eind 2024 werd voor paus Franciscus een nieuwe pausmobiel geleverd. In lijn van de tijdgeest was het een volledig elektrische Mercedes-Benz G 580 EQ. Paus Franciscus werd met een voor de begrafenis aangepaste pausmobiel naar de basiliek Santa Maria Maggiore gereden waar hij werd begraven.

## Museumvoertuigen
Het type 600 van paus Paulus VI bevindt zich thans in het Mercedes-Benzmuseum in Stuttgart. Ook in de collectie van het Vaticaanmuseum zijn historische pausmobielen, vervaardigd door respectievelijk Mercedes-Benz en Fiat, opgenomen.

### Lijst met museumvoertuigen

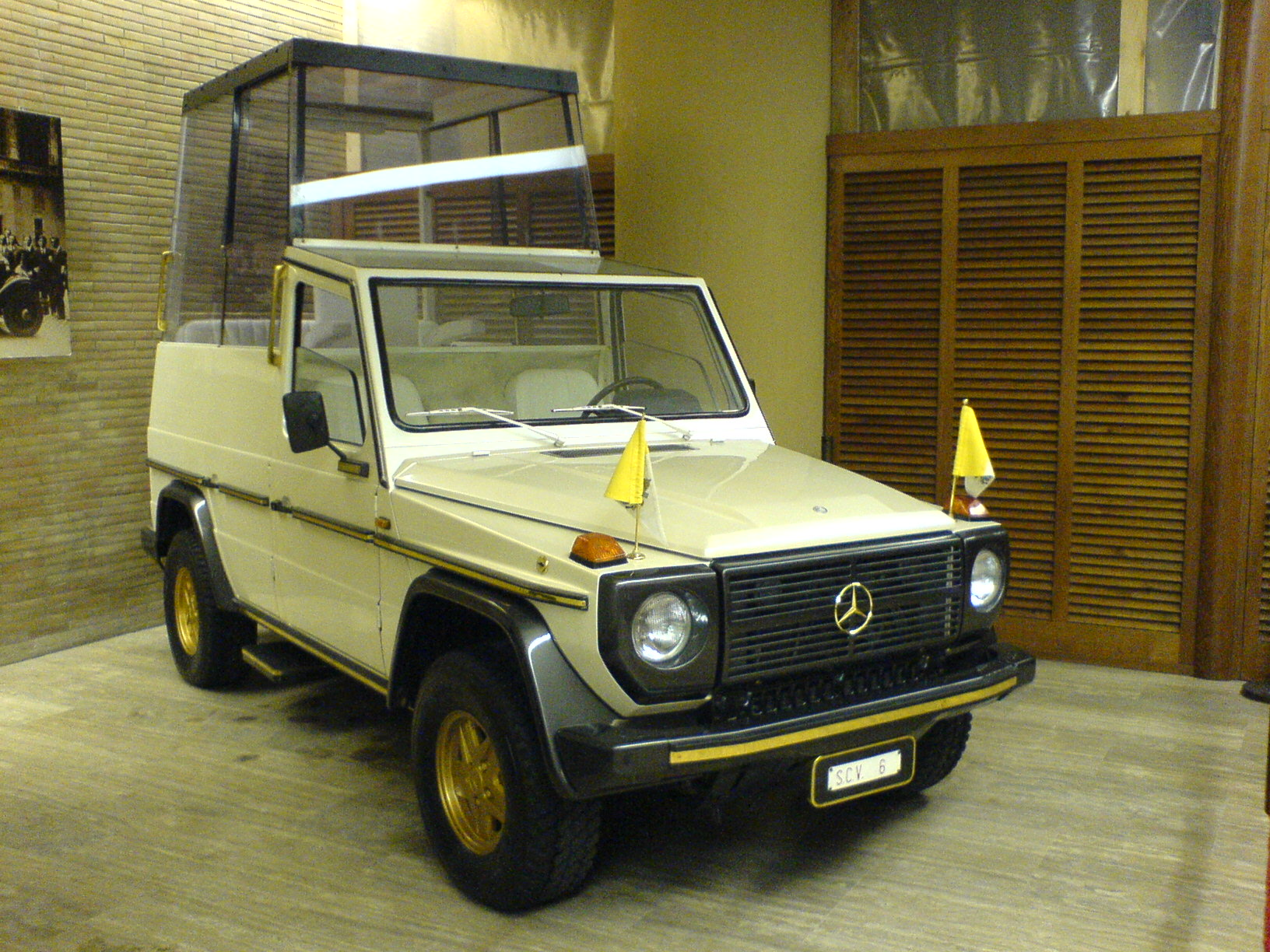
G-Klasse-pausmobiel in het Vaticaanmuseum

| Fabrikant     | Model (gebaseerd op) | Museum                               | Locatie      |
| ------------- | -------------------- | ------------------------------------ | ------------ |
| Leyland       | T45                  | British Commercial Vehicle Museum    | Leyland      |
| Land Rover    | Range Rover          | National Museum of Funeral History   | Houston      |
| GMC           | Sierra               | Canada Science and Technology Museum | Ottawa       |
| Mercedes-Benz | 600                  | Mercedes-Benzmuseum                  | Stuttgart    |
| Mercedes-Benz | G-Klasse             | Vaticaanmuseum                       | Vaticaanstad |
| Fiat          | Campagnola           | Vaticaanmuseum                       | Vaticaanstad |